# Белизејски долар
Белизејски долар је национална валута Белизеа. ISO 4217 код валуте је BZD Означава се са $ или с Bz$ како би се разликовао од других валута које носе назив долар. 1 долар садржи 100 центи. Белизејски долар везан је уз течај америчког долара у размјеру 1 USD за 2 BZD. У оптцицају су кованице у апоенима од 1, 5, 10, 25, 50 центи и 1 долара, као и новчанице у апоенима од 2, 5, 10, 20, 50, 100 долара. Кованица од 25 центи се назива и шилинг (енгл. shilling).